# Lurocalis
A Lurocalis a madarak (Aves) osztályának lappantyúalakúak (Caprimulgiformes) rendjébe, ezen belül a lappantyúfélék (Caprimulgidae) családjába és az estifecskeformák (Chordeilinae) alcsaládjába tartozó nem.

## Rendszerezésük
A nemet John Cassin írta le 1851-ben, az alábbi 2 faj tartozik ide:
- örves estifecske (Lurocalis semitorquatus)
- vöröshasú estifecske (Lurocalis rufiventris)

## Előfordulásuk
Mexikó, Közép-Amerika és Dél-Amerika területén honosak. Természetes élőhelyei a szubtrópusi vagy trópusi esőerdők és mocsári erdők.

## Megjelenésük
Testhosszuk 19–29 centiméter közötti.

## Életmódjuk
Ízeltlábúakkal, főleg rovarokkal táplálkoznak.